# Daan Hoole
Pour les articles homonymes, voir Hoole.
Daan Hoole, né le 22 février 1999 à Zuidland, est un coureur cycliste néerlandais, spécialiste du contre-la-montre.

## Biographie
Au mois de septembre 2017, il signe un contrat de deux ans en faveur de l'équipe continentale néerlandaise SEG Racing Academy. Le 20 mai 2025, il remporte le second contre-la-montre du Tour d'Italie lors de la 10e étape, devant Joshua Tarling et Ethan Hayter.

## Palmarès et résultats

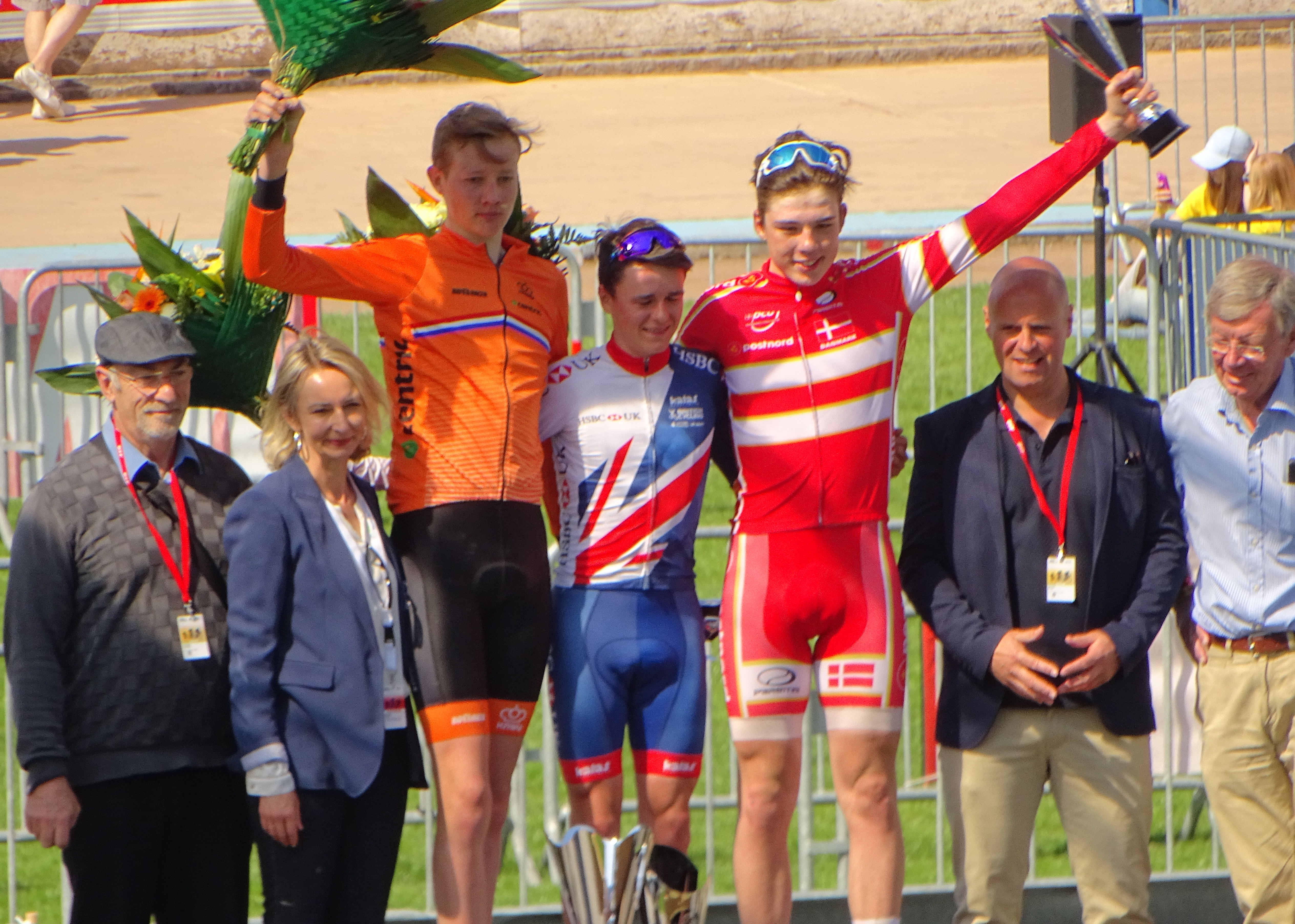
Podium de l'édition 2017 de Paris-Roubaix juniors : Daan Hoole (2e), Thomas Pidcock (1er) et Mathias Larsen (3e).

### Palmarès par année
- 2016
  -  Champion des Pays-Bas de course aux points juniors
  -  Champion des Pays-Bas de poursuite juniors
  - 1re étape du Sint-Martinusprijs Kontich (contre-la-montre par équipes)
  - Acht van Bladel
  - 2e du Keizer der Juniores
  - 3e du Sint-Martinusprijs Kontich
- 2017
  - Acht van Bladel :
    - Classement général
    - 2e étape

  - 2e de Paris-Roubaix juniors
  - 2e de Gand-Menin
  - 3e de la Nokere Koerse juniors
  - 3e de la Ster van Zuid-Limburg
  - 3e du Trofeo der Gemeinde Gersheim
  - 3e du championnat des Pays-Bas du contre-la-montre juniors
  - 3e de la Route des Géants
  - 3e du championnat des Pays-Bas de poursuite
  - 4e du championnat d'Europe du contre-la-montre juniors
  - 7e du championnat du monde du contre-la-montre juniors
- 2018
  - 3e du Circuit du Pays de Waes
- 2019
  -  Champion des Pays-Bas du contre-la-montre espoirs
  - 6e du championnat d'Europe du contre-la-montre espoirs
  - 10e du championnat du monde du contre-la-montre espoirs
- 2020
  - 3e de l'Orlen Nations Grand Prix
  - 8e du championnat d'Europe du contre-la-montre espoirs
- 2021
  - Coppa della Pace
  - 2e étape du Tour de l'Avenir (contre-la-montre par équipes)
  - 2e du Flanders Tomorrow Tour
  -  Médaillé de bronze du championnat d'Europe du contre-la-montre espoirs
  - 6e du championnat du monde du contre-la-montre espoirs
- 2022
  - 2e du championnat des Pays-Bas sur route
  - 3e du championnat des Pays-Bas du contre-la-montre
- 2023
  - 2e du championnat des Pays-Bas du contre-la-montre
  - 7e du championnat d'Europe du contre-la-montre
- 2024
  -  Champion des Pays-Bas du contre-la-montre
  - 4e du championnat d'Europe du contre-la-montre
- 2025
  -  Champion des Pays-Bas du contre-la-montre
  - 10e étape du Tour d'Italie (contre-la-montre)

### Résultats sur les grands tours

#### Tour d'Italie
3 participations
- 2023 : 109e
- 2024 : 132e
- 2025 : 119e, vainqueur de la 10e étape (contre-la-montre)

#### Tour d'Espagne
1 participation
- 2022 : non-partant (5e étape)

### Classements mondiaux
| Année                                 | 2018  | 2019 | 2020 | 2021 | 2022 | 2023 |
| ------------------------------------- | ----- | ---- | ---- | ---- | ---- | ---- |
| Classement mondial                    | 1988e | 925e | 732e | 355e | 457e | 533e |
| UCI Europe Tour                       | 1327e | 672e | 587e | 297e | 363e | nc   |
|                                       |       |      |      |      |      |      |
| Légende : nc = non classéSource : UCI |       |      |      |      |      |      |